# Onofre
San Onofre (en griego: Ὀνούφριος, del egipcio: Wnn-nfr, que significa «el que es continuamente bueno») (Etiopía, alrededor de 320-quizá Siria, en torno al año 400) fue un eremita y anacoreta que alcanzó la santidad y es muy venerado en la actualidad por las Iglesias copta y católica. Es considerado uno de los padres del yermo.

## Hagiografía

### Primeros años
Al parecer San Onofre era hijo de un rey egipcio, persa o abisinio (Abisinia era el antiguo nombre de la actual Etiopía). Se cree que nació hacia el año 320. Sus padres no podían tener hijos, pero la madre rogó tanto al cielo que al final concibió. Pero el diablo le hizo creer al rey que el niño era producto de una relación adulterina de su esposa. «Apenas nazca, tíralo al fuego», le dijo el maligno. Así lo hizo el rey, pero el niño resultó ileso gracias a la intervención de su ángel custodio. Este milagro hizo que sus padres se convirtieran a la fe de Cristo y lo bautizaran con el nombre egipcio de Wnn-nfr (en griego Ὀνούφριος), que significa «el que es continuamente bueno».
Desde niño estuvo rodeado de lujos y comodidades, pero siendo un adolescente salió un día de su palacio y conoció la pobreza, la angustia y la enfermedad, los males que agobian al pueblo. Esto le conmovió tanto que abandonó su vida principesca y solicitó ser admitido en un convento de Abage, en la región de Eremopolites, o Hermópolis, en medio del desierto de la Tebaida egipcíaca. 
En el convento convivió con cerca de cien monjes que, como él, habían abandonado los placeres mundanos para vivir en solitario una experiencia mística y espiritual, compartiendo los alimentos en común y llevando una vida en paz, dedicados en silencio a labores sencillas y a vencer en las luchas interiores. Allí se hizo muy devoto del profeta San Elías y de San Juan Bautista, el santo de los eremitas. Durante una hambruna que asoló al convento, la Virgen María salvó a Onofre de morir de hambre.

### Vida como eremita

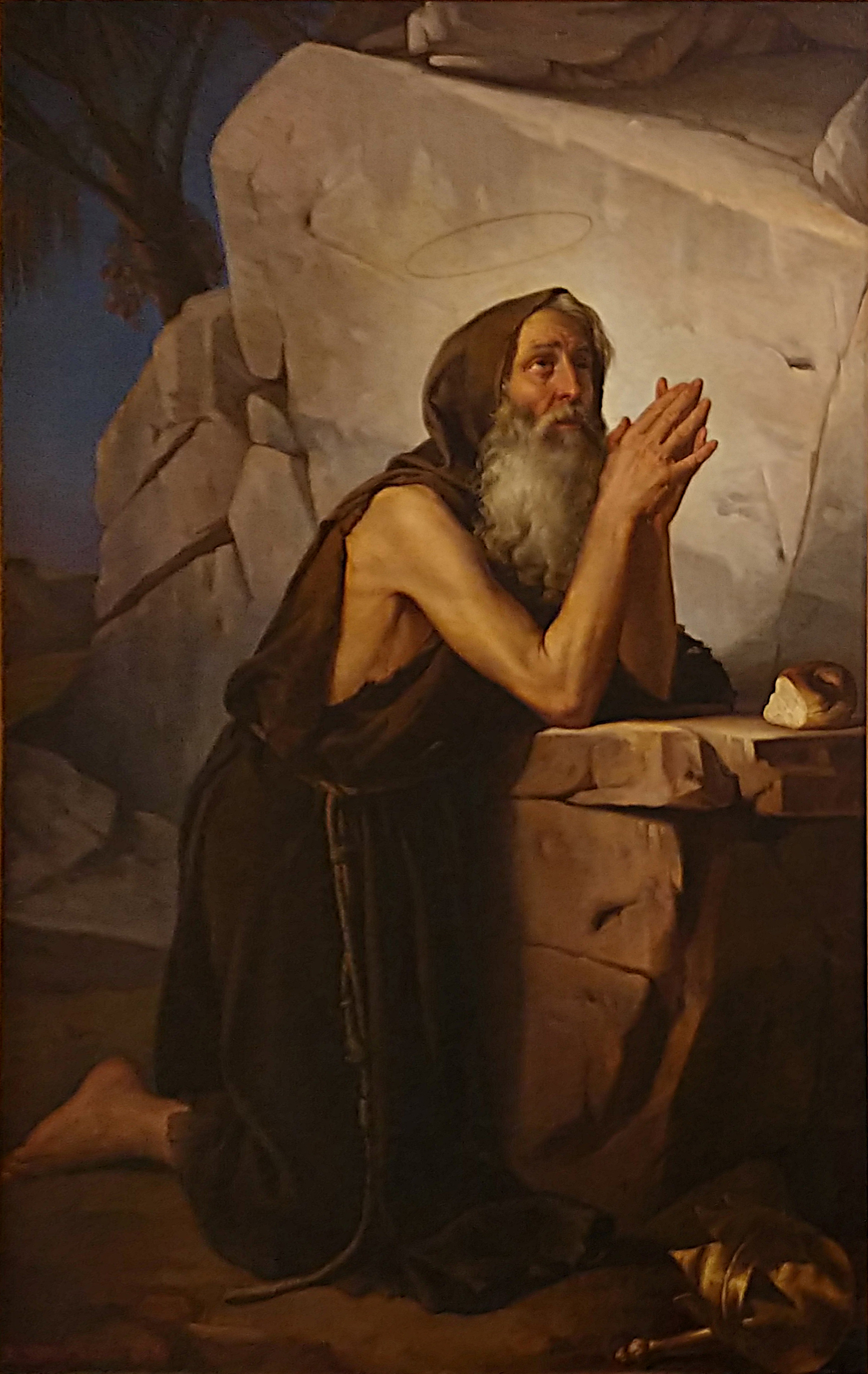
San Onofre en una pintura de Antonio Molinari.

Cuando se hizo adulto abandonó el cenobio y se marchó a vivir como ermitaño, deseoso de alcanzar la unión con el amor de Dios. La tradición relata que una luminaria le acompañó por cerca de siete millas de camino en el itinerario hasta una choza. Al llamar a la puerta, le abrió un venerable anciano que era ermitaño desde hacía muchos años. Onofre cayó de rodillas, penetrado de admiración, y el anciano le dijo: «Te aguardaba, Onofre, que como ves, sabía de antemano tu nombre; ni me son desconocidos tus deseos, ni ignoro para lo que el cielo te reserva: persevera, pues, hijo, en tu propósito, y entra en mi choza a descansar algunos días».
Onofre estuvo algunos días con el anciano, quien le instruyó en las reglas de vida de los ermitaños. Después lo llevó al desierto y a unos cuatro días de camino llegaron a la región de Calidiomea, donde encontraron una palmera que daba sombra a una pequeña choza. El anciano le dijo: «Este es el lugar que Dios te señala», y permaneció con Onofre durante treinta días, luego de los cuales partió. Onofre se quedó a vivir allí y una vez al año salía para visitar a su maestro y aprender de sus sabias enseñanzas. Otras versiones afirman que la ermita de Onofre fue una cueva entre acantilados cerca de Göreme (Capadocia), en la actual Turquía.
Onofre solo comía dátiles y agua que sacaba de la palma que crecía junto a su choza. Otras versiones afirman que también comía hierbas del desierto, insectos y en algunas ocasiones miel. Como vestimenta solo tenía sus propios cabellos, de considerable longitud, y hojas de palma o hierbas del desierto entretejidas. Por las noches tiritaba de frío y en el día era abrasado por los rayos inclementes del sol. Un ángel le daba pan y vino los domingos, y de esta forma comulgaba. Sobrevivió así durante 60 años, dedicado a la oración, las mortificaciones y las austeridades. Muy pocas veces salió de su retiro para administrar el sacramento del bautismo. Cuando llevaba treinta años viviendo como ermitaño, murió su maestro espiritual, a quien Onofre enterró y le rindió honores.

### Muerte

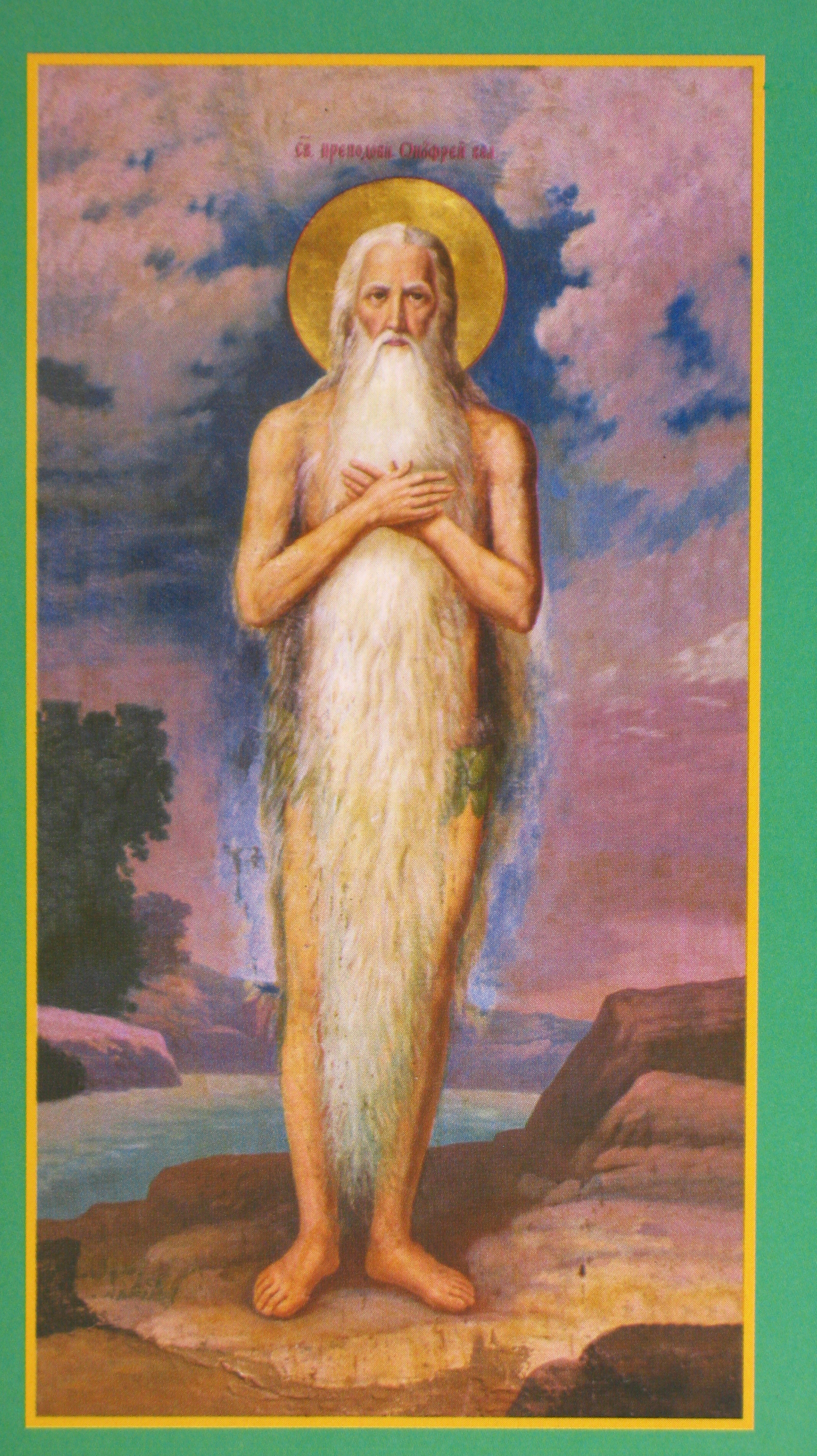
San Onofre.

En cierta ocasión, el abad san Pafnucio se internó en el desierto, en busca de los famosos monjes eremitas que seguían las enseñanzas de San Antonio Abad. Luego de cuatro días de camino, durante los cuales se alimentó sólo con pan y agua, enfermó y se le acabaron las provisiones; a punto estuvo de morir, pero siguió caminando por otros cuatro días con sus noches, hasta que un ángel se le apareció y le dio fuerzas. 
Luego caminó durante diecisiete días más hasta que se encontró con un hombre de aspecto desagradable, cuyo cabello erizado le cubría todo el cuerpo, al estilo de las fieras; alrededor de la cintura se ceñía hierbas secas del desierto, y su barba era tan larga como su cabello. Pafnucio sintió miedo y trató de huir, pero el hombre, quien no era otro que Onofre, lo llamó diciéndole: «Sígueme, que yo estoy con Dios». Pafnucio se arrodilló a sus pies, pero Onofre le dijo: «Levántate, hijo mío, porque tú también eres siervo de Dios y de los Santos Padres». Onofre estaba en un estado lamentable de salud, su cuerpo se había deformado y las canas reflejaban su vejez.
Pafnucio le hizo compañía y le pidió que le contara la historia de su vida. Onofre así lo hizo, y poco después falleció, un 12 de junio del año 400. Pafnucio puso por escrito la vida y obras de san Onofre, y la tradición añade que cuando murió, un coro angélico le rindió honores y alabanzas, y unos leones mansos acompañaron a Pafnucio a enterrar el cuerpo del venerable anacoreta.

## Iconografía

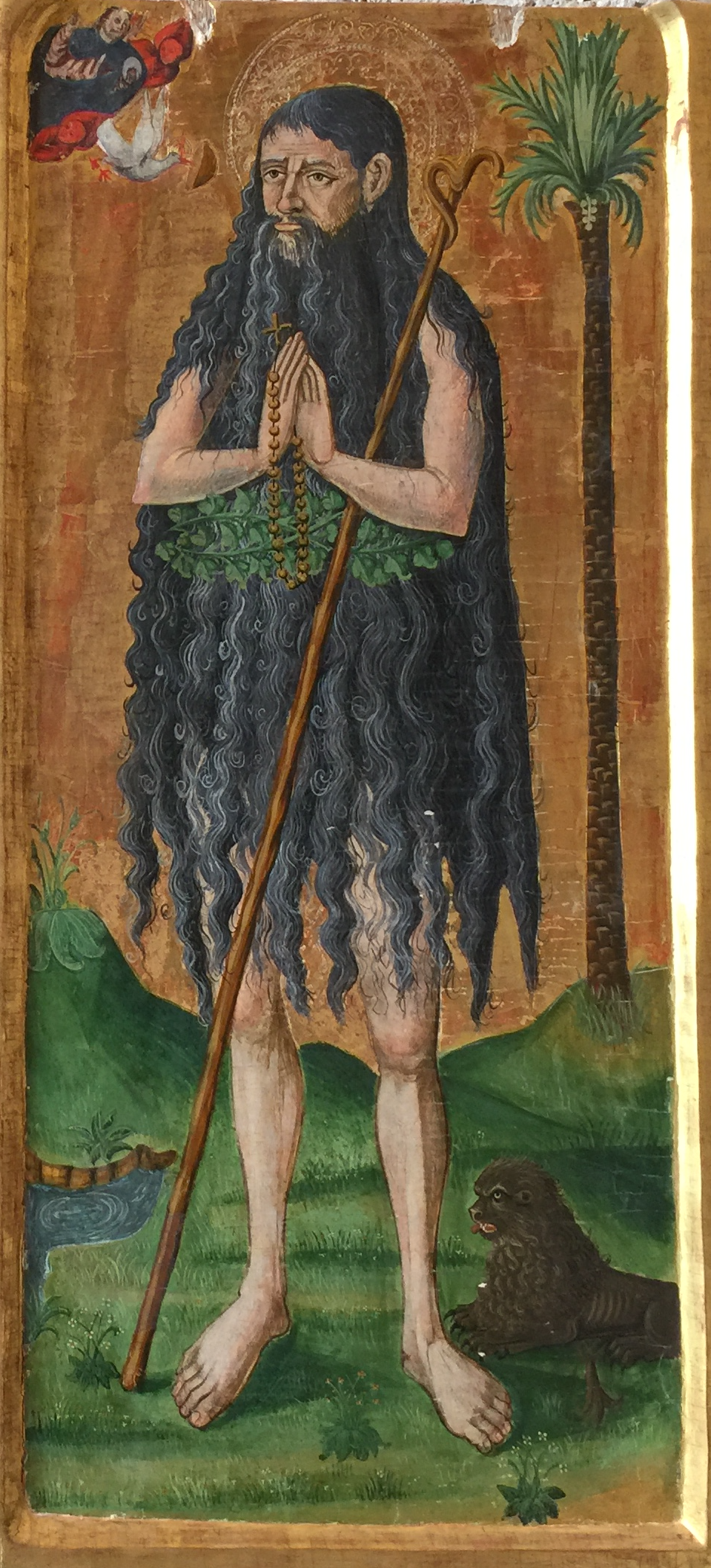
San Onofre en una pintura del.

Se le representa como un santo provecto de luengas barbas y envuelto en sus propios cabellos.
También puede aparecer situado en el desierto y con una corona y un cetro tirados a sus pies, como símbolo del rechazo a las vanaglorias de este mundo. En ocasiones aparecen a su lado la Regla de Antonio Abad, el cráneo y la cruz que presidían sus meditaciones, la palmera de cuyos dátiles se alimentaba e incluso una alforja (símbolo de las raciones que nunca le faltaron).

## Patronazgo y festividades
San Onofre fue venerado primero en Constantinopla, y de allí pasó su culto a Occidente en la época de las cruzadas. En la actualidad es venerado en varias ciudades de España, en algunas regiones de Venezuela, incluyendo Caracas, en algunas zonas de México y Cuba y en la región Caribe de Colombia. Se le suelen ofrecer exvotos de agradecimiento por los favores recibidos. El 12 de junio de cada año se celebran fiestas, procesiones y peregrinaciones en su honor.
Es patrono de las ciudades de Algemesí, Alguazas, Cuart de Poblet, Alcudia de Crespins, el principado de Mónaco, la ciudad alemana de Múnich, en donde se conserva una reliquia de su cabeza, además de Salobreña, La Lapa (Badajoz, Extremadura), Fuentes de León (Badajoz, Extremadura) y San Onofre (Sucre, Colombia). En Brunswick se conservan algunos de sus huesos.
En Cuart de Poblet todos los 9 de junio, víspera de su festividad, se celebra la "Passejà de Sant Onofre", una procesión votiva nocturna donde se acompaña la imagen del santo con elementos pirotécnicos y música para agradecer su intercesión ante una sequía que asolaba la población en 1723. 
Muchos fieles lo consideran el patrón de los desempleados; por eso le encienden una vela amarilla para pedir por el trabajo y para que nunca haya escasez de comida en las casas. También se le considera protector de los tejedores, de los que quieren conseguir casa propia, de los viudos, de los peluqueros, de los solitarios, de los penitentes, de los que pierden un ser querido y de los que quieren superar una adicción. En algunas regiones del mundo también se le invoca contra las enfermedades del ganado.

## Tendencias de su devoción

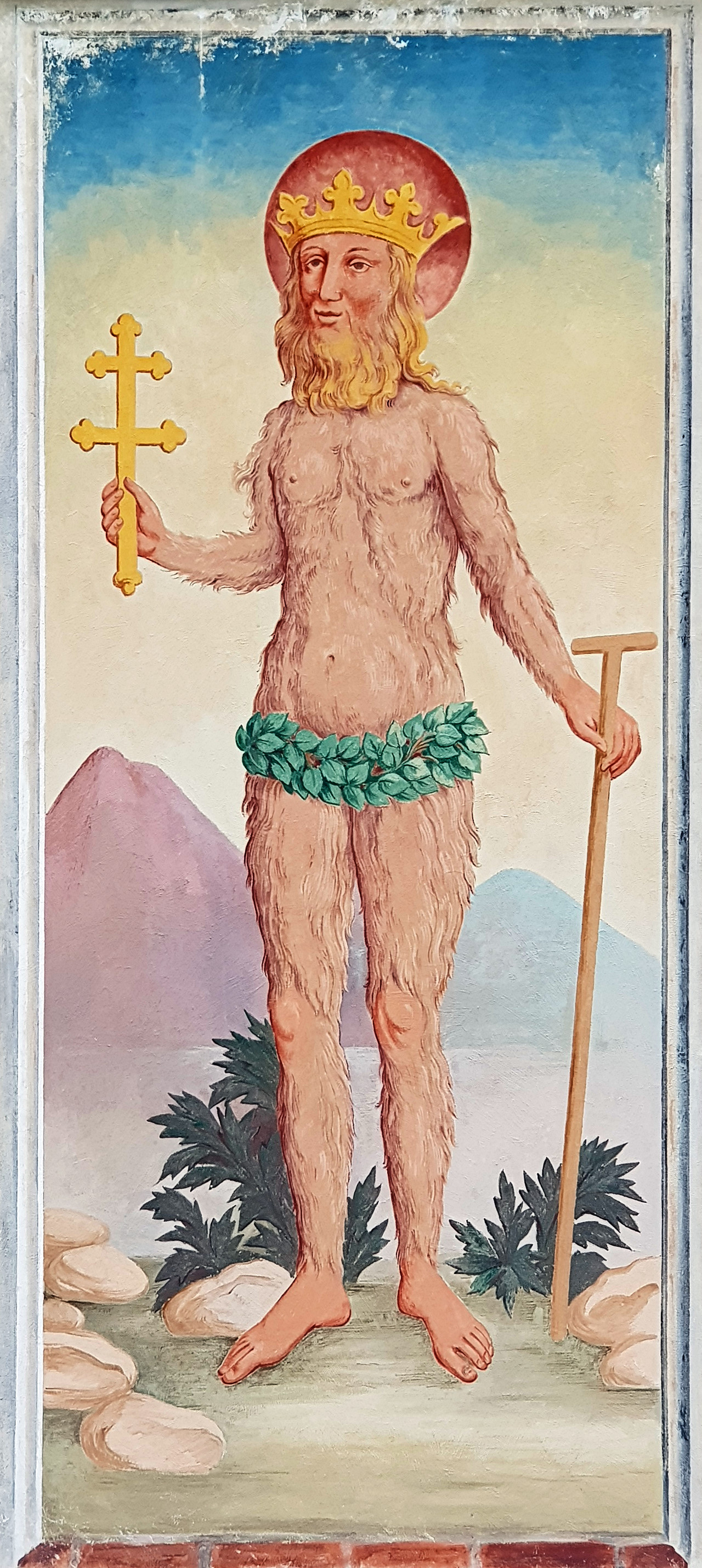
San Onofre en una ilustración alemana de 1488.

Uno de los grandes peligros de las devociones de muchos de los santos es que se toman como justificativos para la santería. La devoción de Santa Bárbara, por ejemplo, ha ido adquiriendo mayor fuerza entre los que hacen este tipo de práctica mágico-religiosa. San Onofre, igualmente, ha ido tomando mucho arraigo entre los santeros, y es utilizado para invocarlo, y por su intercesión buscar y pedir trabajo.
Otra de las tendencias es el alto valor de carácter apócrifo que tienen este tipo de literaturas. 
Entiéndase por apócrifo el afán de resaltar  la santidad como intervención divina, alejándose muchas veces de una vida sencilla, ordinaria y cotidiana. El hecho mismo de comer con lobos, leones, y otras tipologías literarias parecidas, llevan a la exageración y se apartan de un estilo de vida totalmente humano. Así se cuenta en las pinceladas biográficas de San Onofre, que "Un ángel le daba pan a diario y los domingos también la comunión. Sobrevivió de esta guisa durante 60 años."
En el municipio de San José del Rincón existe una hacienda a su nombre, donde durante el siglo XIX fue representada una pintura en honor a este santo valuada en alrededor de 15 millones de pesos. Desapareció durante el año 2013.